# Siergiej Goglidze
Siergiej (Sergo) Arseniewicz Goglidze (gruz. სერგო გოგლიძე, ros. Сергей (Серго) Арсеньевич Гоглидзе, ur. 1901 we wsi Korta, zm. 23 grudnia 1953 w Moskwie) – komisarz bezpieczeństwa państwowego II rangi Ludowego Komisariatu Spraw Wewnętrznych – generał pułkownik.

## Życiorys
Na początku lat trzydziestych dowodził oddziałami pogranicznymi na Zakaukaziu. Od listopada 1934 kierował NKWD na Zakaukaziu, 26 listopada 1935 mianowany komisarzem bezpieczeństwa państwowego III rangi. W 1938 brał udział w organizowaniu czystek w Samodzielnej Armii Dalekowschodniej. 14 listopada 1938 objął stanowisko szefa Obwodowego Zarządu NKWD w Leningradzie (do 26 lutego 1941), a w lipcu 1941 – stanowisko szefa NKWD w Kraju Chabarowskim. Od 7 maja 1943 do 3 stycznia 1951 szef Zarządu Ludowego Komisariatu Bezpieczeństwa Państwowego/Ministerstwo Bezpieczeństwa Państwowego ZSRR w Kraju Chabarowskim, 9 lipca 1945 mianowany generałem pułkownikiem NKWD, od 26 sierpnia do 10 listopada 1951 I zastępca ministra bezpieczeństwa państwowego ZSRR. Od 21 marca 1939 do 7 lipca 1953 zastępca członka WKP(b)/KPZR.
Na początku lat 50. XX w. był wiceministrem odpowiedzialnym za kontrwywiad wojskowy w Ministerstwie Bezpieczeństwa Państwowego, od 13 listopada 1951 do 15 lutego 1952 minister bezpieczeństwa państwowego Uzbeckiej SRR, od 13 lutego 1952 zastępca, a od 20 listopada 1952 do 11 marca 1953 ponownie I zastępca ministra bezpieczeństwa państwowego ZSRR.
3 lipca 1953 aresztowany, następnie skazany na karę śmierci i rozstrzelany.

## Odznaczenia
- Order Lenina (dwukrotnie – 22 lipca 1937 i 21 lutego 1945)
- Order Czerwonego Sztandaru (czterokrotnie – 14 lutego 1936, 26 kwietnia 1940, 3 listopada 1944 i 1950)
- Order Czerwonego Sztandaru Pracy (30 października 1942)
- Order Czerwonej Gwiazdy (20 września 1943)
- Order Kutuzowa II klasy (8 marca 1944)
- Medal jubileuszowy „XX lat Robotniczo-Chłopskiej Armii Czerwonej”
- Odznaka „Honorowy Funkcjonariusz Bezpieczeństwa”